# Pandami
Pandami est une localité de la province de Sulu, aux Philippines. En 2015, elle compte 25 885 habitants.